# 馬恰赫利斯赫卡利河
41°31′07″N 41°43′08″E / 41.5186°N 41.7189°E
馬恰赫利斯赫卡利河是西亞的河流，流經格魯吉亞阿扎爾自治共和國和土耳其阿爾特溫省，屬於喬魯赫河的右支流，河道全長37公里，流域面積369平方公里。